# Kanton Aubeterre-sur-Dronne
Kanton Aubeterre-sur-Dronne (fr. Canton d'Aubeterre-sur-Dronne) je francouzský kanton v departementu Charente v regionu Poitou-Charentes. Skládá se z 11 obcí.

## Obce kantonu
- Aubeterre-sur-Dronne
- Bellon
- Bonnes
- Les Essards
- Laprade
- Montignac-le-Coq
- Nabinaud
- Pillac
- Rouffiac
- Saint-Romain
- Saint-Séverin